# 1484 w literaturze
Wydarzenia literackie w 1484 roku.

## Urodzili się
- Jón Arason, islandzki biskup i poeta (zm. 1550)

## Zmarli
- Luigi Pulci, włoski poeta (ur. 1432)
- Ippolita Maria Sforza, włoska arystokratka i pisarka 1446)